# Interlands Schots voetbalelftal 1940-1949
Deze pagina toont een chronologisch en gedetailleerd overzicht van de interlands die het Schots voetbalelftal heeft gespeeld in de periode 1940 – 1949.

## Interlands

### 1940
Geen interlands gespeeld.

### 1941
Geen interlands gespeeld.

### 1942
Geen interlands gespeeld.

### 1943
Geen interlands gespeeld.

### 1944
Geen interlands gespeeld.

### 1945
Geen interlands gespeeld.

### 1946
|                                                                       |                               |       |                                          |                                                                               |
| 23 januari Vriendschappelijk № 189 «onderlinge duels» 14:30 uur (UTC) | Schotland                     | 2 – 2 | België                                   | Hampden Park, Glasgow Toeschouwers: 48.830 Scheidsrechter: Jack Jackson (SCO) |
| 23 januari Vriendschappelijk № 189 «onderlinge duels» 14:30 uur (UTC) | Jimmy Delaney 53', 89' (pen.) |       | 60' Victor Lemberechts 73' Freddy Chaves | Hampden Park, Glasgow Toeschouwers: 48.830 Scheidsrechter: Jack Jackson (SCO) |

|                                                                     |                        |       |                                   |                                                                                 |
| 15 mei Vriendschappelijk № 190 «onderlinge duels» 18:30 uur (UTC+1) | Schotland              | 3 – 1 | Zwitserland                       | Hampden Park, Glasgow Toeschouwers: 111.899 Scheidsrechter: Percy Stevens (ENG) |
| 15 mei Vriendschappelijk № 190 «onderlinge duels» 18:30 uur (UTC+1) | Billy Liddell 26', 28' |       | 1' Georges Aeby 35' Jimmy Delaney | Hampden Park, Glasgow Toeschouwers: 111.899 Scheidsrechter: Percy Stevens (ENG) |

|                                                                                       |                                                         |       |                           |                                                                                  |
| 19 oktober British Home Championship 1946/47 № 191 «onderlinge duels» 15:15 uur (UTC) | Wales                                                   | 3 – 1 | Schotland                 | Racecourse Ground, Wrexham Toeschouwers: 29.568 Scheidsrechter: Bill Evans (ENG) |
| 19 oktober British Home Championship 1946/47 № 191 «onderlinge duels» 15:15 uur (UTC) | Bryn Jones 52' Trevor Ford 79' Jimmy Stephen 88' (e.d.) |       | 49' (pen.) Willie Waddell | Racecourse Ground, Wrexham Toeschouwers: 29.568 Scheidsrechter: Bill Evans (ENG) |

|                                                                                        |           |       |               |                                                                                |
| 27 november British Home Championship 1946/47 № 192 «onderlinge duels» 14:30 uur (UTC) | Schotland | 0 – 0 | Noord-Ierland | Hampden Park, Glasgow Toeschouwers: 98.776 Scheidsrechter: George Reader (ENG) |
| 27 november British Home Championship 1946/47 № 192 «onderlinge duels» 14:30 uur (UTC) |           |       |               | Hampden Park, Glasgow Toeschouwers: 98.776 Scheidsrechter: George Reader (ENG) |

### 1947
|                                                                                       |                  |       |                  |                                                                                      |
| 12 april British Home Championship 1946/47 № 193 «onderlinge duels» 15:00 uur (UTC+1) | Engeland         | 1 – 1 | Schotland        | Wembley Stadium, Londen Toeschouwers: 98.200 Scheidsrechter: Charles Delasalle (FRA) |
| 12 april British Home Championship 1946/47 № 193 «onderlinge duels» 15:00 uur (UTC+1) | Raich Carter 55' |       | 15' Andy McLaren | Wembley Stadium, Londen Toeschouwers: 98.200 Scheidsrechter: Charles Delasalle (FRA) |

|                                                                     |                        |       |                 |                                                                                    |
| 18 mei Vriendschappelijk № 194 «onderlinge duels» 15:00 uur (UTC+1) | België                 | 2 – 1 | Schotland       | Heizelstadion, Brussel Toeschouwers: 51.161 Scheidsrechter: Valdemar Laursen (DEN) |
| 18 mei Vriendschappelijk № 194 «onderlinge duels» 15:00 uur (UTC+1) | Léopold Anoul 28', 75' |       | 64' Billy Steel | Heizelstadion, Brussel Toeschouwers: 51.161 Scheidsrechter: Valdemar Laursen (DEN) |

|                                                                     |           |                                                                  |           |                                                                                   |
| 24 mei Vriendschappelijk № 195 «onderlinge duels» 16:30 uur (UTC+1) | Luxemburg | 0 – 6                                                            | Schotland | Stade Municipal, Luxemburg Toeschouwers: 4.000 Scheidsrechter: Jean Wouters (BEL) |
| 24 mei Vriendschappelijk № 195 «onderlinge duels» 16:30 uur (UTC+1) |           | 6', 69' Bobby Flavell 13', 48' Billy Steel 60', 86' Andy McLaren |           | Stade Municipal, Luxemburg Toeschouwers: 4.000 Scheidsrechter: Jean Wouters (BEL) |

|                                                                                        |                      |       |           |                                                                            |
| 4 oktober British Home Championship 1947/48 № 196 «onderlinge duels» 15:00 uur (UTC+1) | Noord-Ierland        | 2 – 0 | Schotland | Windsor Park, Belfast Toeschouwers: 52.000 Scheidsrechter: Tom Smith (ENG) |
| 4 oktober British Home Championship 1947/48 № 196 «onderlinge duels» 15:00 uur (UTC+1) | Sammy Smyth 35', 52' |       |           | Windsor Park, Belfast Toeschouwers: 52.000 Scheidsrechter: Tom Smith (ENG) |

|                                                                        |                  |       |                                   |                                                                               |
| 12 november British Home Championship 1947/48 № 197 «onderlinge duels» | Schotland        | 1 – 2 | Wales                             | Hampden Park, Glasgow Toeschouwers: 88.000 Scheidsrechter: Arthur Ellis (ENG) |
| 12 november British Home Championship 1947/48 № 197 «onderlinge duels» | Andy McLaren 10' |       | 35' Trevor Ford 42' George Lowrie | Hampden Park, Glasgow Toeschouwers: 88.000 Scheidsrechter: Arthur Ellis (ENG) |

### 1948
|                                                                                       |           |                                   |          |                                                                                |
| 10 april British Home Championship 1947/48 № 198 «onderlinge duels» 15:00 uur (UTC+1) | Schotland | 0 – 2                             | Engeland | Hampden Park, Glasgow Toeschouwers: 135.376 Scheidsrechter: Davy Maxwell (NIR) |
| 10 april British Home Championship 1947/48 № 198 «onderlinge duels» 15:00 uur (UTC+1) |           | 44' Tom Finney 65' Stan Mortensen |          | Hampden Park, Glasgow Toeschouwers: 135.376 Scheidsrechter: Davy Maxwell (NIR) |

|                                                                       |                                  |       |        |                                                                               |
| 28 april Vriendschappelijk № 199 «onderlinge duels» 19:00 uur (UTC+1) | Schotland                        | 2 – 0 | België | Hampden Park, Glasgow Toeschouwers: 70.000 Scheidsrechter: William Ling (ENG) |
| 28 april Vriendschappelijk № 199 «onderlinge duels» 19:00 uur (UTC+1) | Bobby Combe 26' Davie Duncan 59' |       |        | Hampden Park, Glasgow Toeschouwers: 70.000 Scheidsrechter: William Ling (ENG) |

|                                                                     |                                      |       |                     |                                                                                |
| 17 mei Vriendschappelijk № 200 «onderlinge duels» 15:00 uur (UTC+1) | Zwitserland                          | 2 – 1 | Schotland           | Wankdorfstadion, Bern Toeschouwers: 30.000 Scheidsrechter: Alois Beranek (AUT) |
| 17 mei Vriendschappelijk № 200 «onderlinge duels» 15:00 uur (UTC+1) | René Maillard 45' Jacques Fatton 78' |       | 16' Leslie Johnston | Wankdorfstadion, Bern Toeschouwers: 30.000 Scheidsrechter: Alois Beranek (AUT) |

|                                                                     |                                                         |       |           | |
| 23 mei Vriendschappelijk № 201 «onderlinge duels» 15:00 uur (UTC+1) | Frankrijk                                               | 3 – 0 | Schotland | Stade olympique Yves-du-Manoir, Colombes Toeschouwers: 46.032 Scheidsrechter: Karel van der Meer (NED) |
| 23 mei Vriendschappelijk № 201 «onderlinge duels» 15:00 uur (UTC+1) | Émile Bongiorni 55' Pierre Flamion 60' Jean Baratte 79' |       |           | Stade olympique Yves-du-Manoir, Colombes Toeschouwers: 46.032 Scheidsrechter: Karel van der Meer (NED) |

|                                                                                         |                |       |                                        |                                                                              |
| 23 oktober British Home Championship 1948/49 № 202 «onderlinge duels» 15:00 uur (UTC+1) | Wales          | 1 – 3 | Schotland                              | Ninian Park, Cardiff Toeschouwers: 59.911 Scheidsrechter: Davy Maxwell (IRL) |
| 23 oktober British Home Championship 1948/49 № 202 «onderlinge duels» 15:00 uur (UTC+1) | Bryn Jones 25' |       | 15' Hugh Howie 27', 43' Willie Waddell | Ninian Park, Cardiff Toeschouwers: 59.911 Scheidsrechter: Davy Maxwell (IRL) |

|                                                                                        |                                          |       |                   |                                                                             |
| 17 november British Home Championship 1948/49 № 203 «onderlinge duels» 14:45 uur (UTC) | Schotland                                | 3 – 2 | Noord-Ierland     | Hampden Park, Glasgow Toeschouwers: 93.000 Scheidsrechter: Bill Evans (ENG) |
| 17 november British Home Championship 1948/49 № 203 «onderlinge duels» 14:45 uur (UTC) | Billy Houliston 29', 89' Jimmy Mason 73' |       | 1', 5' Davy Walsh | Hampden Park, Glasgow Toeschouwers: 93.000 Scheidsrechter: Bill Evans (ENG) |

### 1949
|                                                                                      |                    |       |                                                   |                                                                                     |
| 9 april British Home Championship 1948/49 № 204 «onderlinge duels» 15:00 uur (UTC+1) | Engeland           | 1 – 3 | Schotland                                         | Wembley Stadium, Londen Toeschouwers: 98.188 Scheidsrechter: Mervyn Griffiths (WAL) |
| 9 april British Home Championship 1948/49 № 204 «onderlinge duels» 15:00 uur (UTC+1) | Jackie Milburn 75' |       | 28' Jimmy Mason 52' Billy Steel 61' Lawrie Reilly | Wembley Stadium, Londen Toeschouwers: 98.188 Scheidsrechter: Mervyn Griffiths (WAL) |

|                                                                       |                      |       |           |                                                                                |
| 27 april Vriendschappelijk № 205 «onderlinge duels» 18:30 uur (UTC+1) | Schotland            | 2 – 0 | Frankrijk | Hampden Park, Glasgow Toeschouwers: 125.683 Scheidsrechter: William Ling (ENG) |
| 27 april Vriendschappelijk № 205 «onderlinge duels» 18:30 uur (UTC+1) | Billy Steel 37', 80' |       |           | Hampden Park, Glasgow Toeschouwers: 125.683 Scheidsrechter: William Ling (ENG) |

| |                      |       |                                                                                           |                                                                                    |
| 1 oktober WK 1950 kwalificatie / British Home Championship 1949/50 № 206 «onderlinge duels» 15:00 uur (UTC+1) | Noord-Ierland        | 2 – 8 | Schotland                                                                                 | Windsor Park, Belfast Toeschouwers: 50.000 Scheidsrechter: Reginald Mortimer (ENG) |
| 1 oktober WK 1950 kwalificatie / British Home Championship 1949/50 № 206 «onderlinge duels» 15:00 uur (UTC+1) | Sammy Smyth 50', 59' |       | 2', 70', 89' Henry Morris 6', 31' (pen.) Willie Waddell 24' Billy Steel 25' Lawrie Reilly | Windsor Park, Belfast Toeschouwers: 50.000 Scheidsrechter: Reginald Mortimer (ENG) |

| |                                   |       |       |                                                                            |
| 9 november WK 1950 kwalificatie / British Home Championship 1949/50 № 207 «onderlinge duels» 14:30 uur (UTC) | Schotland                         | 2 – 0 | Wales | Hampden Park, Glasgow Toeschouwers: 73.782 Scheidsrechter: Edgar Law (ENG) |
| 9 november WK 1950 kwalificatie / British Home Championship 1949/50 № 207 «onderlinge duels» 14:30 uur (UTC) | John McPhail 22' Alec Linwood 75' |       |       | Hampden Park, Glasgow Toeschouwers: 73.782 Scheidsrechter: Edgar Law (ENG) |

SFA · A-internationals · Selecties · Bondscoaches · Statistieken · Schots vrouwenelftal · Brits olympisch elftal · Schotland U21 · Schotland U20 · Schotland U19 · Schotland U18 · Schotland U17 · Schotland U16 · Vrouwen U17
1872 – 1899 ·
1900 – 1919 ·
1920 – 1929 ·
1930 – 1939 ·
1940 – 1949 ·
1950 – 1959 ·
1960 – 1969 ·
1970 – 1979 ·
1980 – 1989 ·
1990 – 1999 ·
2000 – 2009 ·
2010 – 2019 ·
2020 − 2029
EK's: 1992 ·
1996 ·
2020 ·
2024
WK's: 1954 ·
1958 ·
1974 ·
1978 ·
1982 ·
1986 ·
1990 ·
1998
1872 ·
1873 ·
1874 ·
1875 ·
1876 ·
1877 ·
1878 ·
1878 ·
1879 ·
1880 ·
1881 ·
1882 ·
1883 ·
1884 ·
1885 ·
1886 ·
1887 ·
1888 ·
1889 ·
1890 ·
1891 ·
1892 ·
1893 ·
1894 ·
1895 ·
1896 ·
1897 ·
1898 ·
1899 ·
1900 ·
1901 ·
1902 ·
1903 ·
1904 ·
1905 ·
1906 ·
1907 ·
1908 ·
1909 ·
1910 ·
1911 ·
1912 ·
1913 ·
1914 ·
1915–1919 ·
1920 ·
1921 ·
1922 ·
1923 ·
1924 ·
1925 ·
1926 ·
1927 ·
1928 ·
1929 ·
1930 ·
1931 ·
1932 ·
1933 ·
1934 ·
1935 ·
1936 ·
1937 ·
1938 ·
1939 ·
1940–1945 ·
1946 ·
1947 ·
1948 ·
1949 ·
1950 ·
1951 ·
1952 ·
1953 ·
1954 ·
1955 ·
1956 ·
1957 ·
1958 ·
1959 ·
1960 ·
1960 ·
1961 ·
1962 ·
1963 ·
1964 ·
1965 ·
1966 ·
1967 ·
1968 ·
1969 ·
1970 ·
1971 ·
1972 ·
1973 ·
1974 ·
1975 ·
1976 ·
1977 ·
1978 ·
1979 ·
1980 ·
1981 ·
1982 ·
1983 ·
1984 ·
1985 ·
1986 ·
1987 ·
1988 ·
1989 ·
1990 ·
1991 ·
1992 ·
1993 ·
1994 ·
1995 ·
1996 ·
1997 ·
1998 ·
1999 ·
2000 ·
2001 ·
2002 ·
2003 ·
2004 ·
2005 ·
2006 ·
2007 ·
2008 ·
2009 ·
2010 ·
2011 ·
2012 ·
2013 ·
2014 · 
2015 · 
2016 · 
2017 ·
2018 ·
2019 ·
2020 ·
2021 ·
2022
Albanië ·
Argentinië · 
Armenië ·
Australië ·
België ·
Bosnië en Herzegovina ·
Brazilië ·
Bulgarije ·
Canada ·
Chili ·
Colombia ·
Congo-Kinshasa ·
Costa Rica ·
Cyprus ·
DDR ·
Denemarken ·
Duitsland ·
Ecuador ·
Egypte ·
Engeland ·
Estland ·
Faeröer ·
Finland ·
Frankrijk ·
Georgië ·
Gibraltar · 
GOS ·
Griekenland ·
Hongarije ·
Ierland ·
IJsland ·
Iran ·
Israël ·
Italië ·
Japan ·
Joegoslavië ·
Kazachstan ·
Kroatië ·
Letland ·
Liechtenstein ·
Litouwen ·
Luxemburg ·
Malta ·
Marokko ·
Mexico ·
Moldavië ·
Nederland ·
Nieuw-Zeeland ·
Nigeria · 
Noord-Ierland ·
Noord-Macedonië ·
Noorwegen ·
Oekraïne ·
Oostenrijk ·
Paraguay ·
Peru ·
Polen ·
Portugal ·
Qatar ·
Roemenië ·
Rusland ·
San Marino ·
Saoedi-Arabië ·
Servië ·
Slovenië ·
Slowakije · 
Sovjet-Unie ·
Spanje ·
Trinidad en Tobago · 
Tsjechië ·
Tsjecho-Slowakije ·
Turkije · 
Uruguay ·
Verenigde Staten ·
Wales ·
Wit-Rusland ·
Zuid-Afrika ·
Zuid-Korea ·
Zweden ·
Zwitserland
Engeland (2021) · 
Kroatië (2021) · 
Nieuw-Zeeland (1982) · 
Tsjechië (2021)
Albanië · België · Bulgarije · Denemarken · Duitsland · Engeland · Estland · Finland · Frankrijk · Griekenland · Hongarije · Ierland · IJsland · Israël · Italië · Joegoslavië · Kroatië · Letland · Litouwen · Luxemburg · Nederland · Noord-Ierland · Noorwegen · Oostenrijk · Polen · Portugal · Roemenië · Schotland · Slowakije · Spanje · Tsjecho-Slowakije · Turkije · Wales · Zweden · Zwitserland